# Beyciler, Milas
Beyciler là một xã thuộc huyện Milas, tỉnh Muğla, Thổ Nhĩ Kỳ. Dân số thời điểm năm 2011 là 169 người.